# 클레어 (오스트레일리아)
클레어(Clare)는 오스트레일리아의 도시이며, 인구는 3327명이다. 1839년 4월에 유럽인 최초로 존 힐이 이 근방의 강 등을 발견하였다. 

## 역사

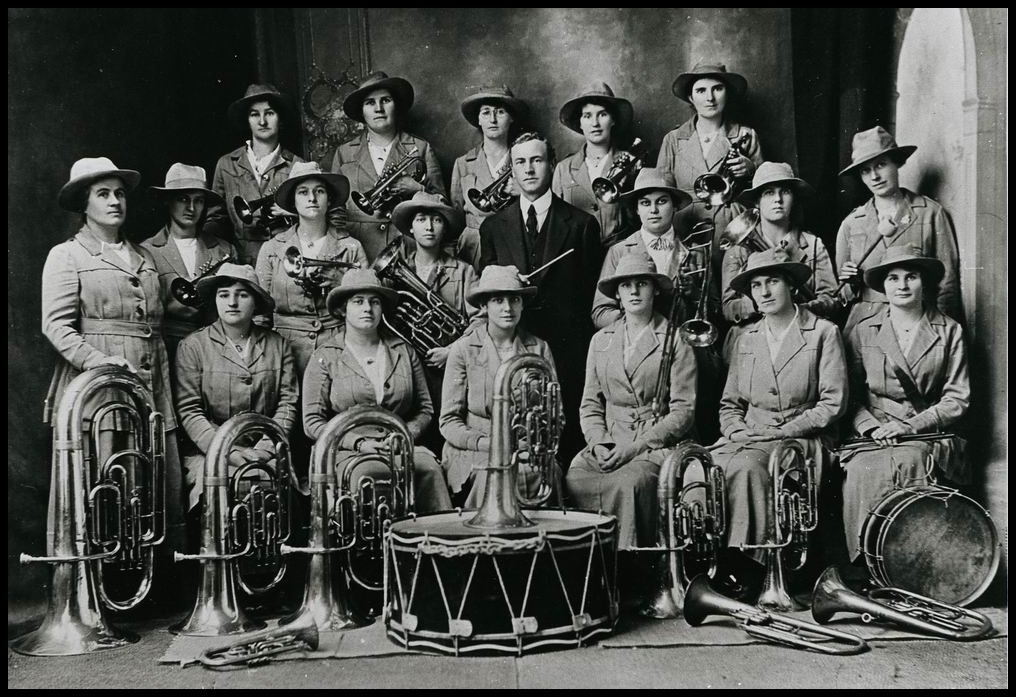
클레어 지역의 걸 밴드 (1914년)

이 지역을 최초로 탐험한 유럽인은 존 힐이다. 존 힐은 1839년 4월에 클레어 지역에 있는 강 등을 발견하였다. 이후 1940년에 유럽 정착민이 도착했으며, 1842년에 클레어 군(County Clare)을 조상의 집의 이름을 따서 명명되었다.
클레어 지역 협의회는 1853년에 설립되었으며, 1968년에 법인 자치 단체인 클레어 공사도 설립되었다. 기업의 헌신적인 지방 정부를 제공하기 위해 지구 의회에서 분리되었지만 1969년에 지구 의회와 재통합되었다.
1918년에 근처를 돌아가는 철도가 건설되어 1922년에 더 먼곳까지 철도가 건설되었으나 1974년에 폐쇄되었고, 1983년 '재의 수요일' 화재로 선로가 제거되었다.

## 오늘날의 마을

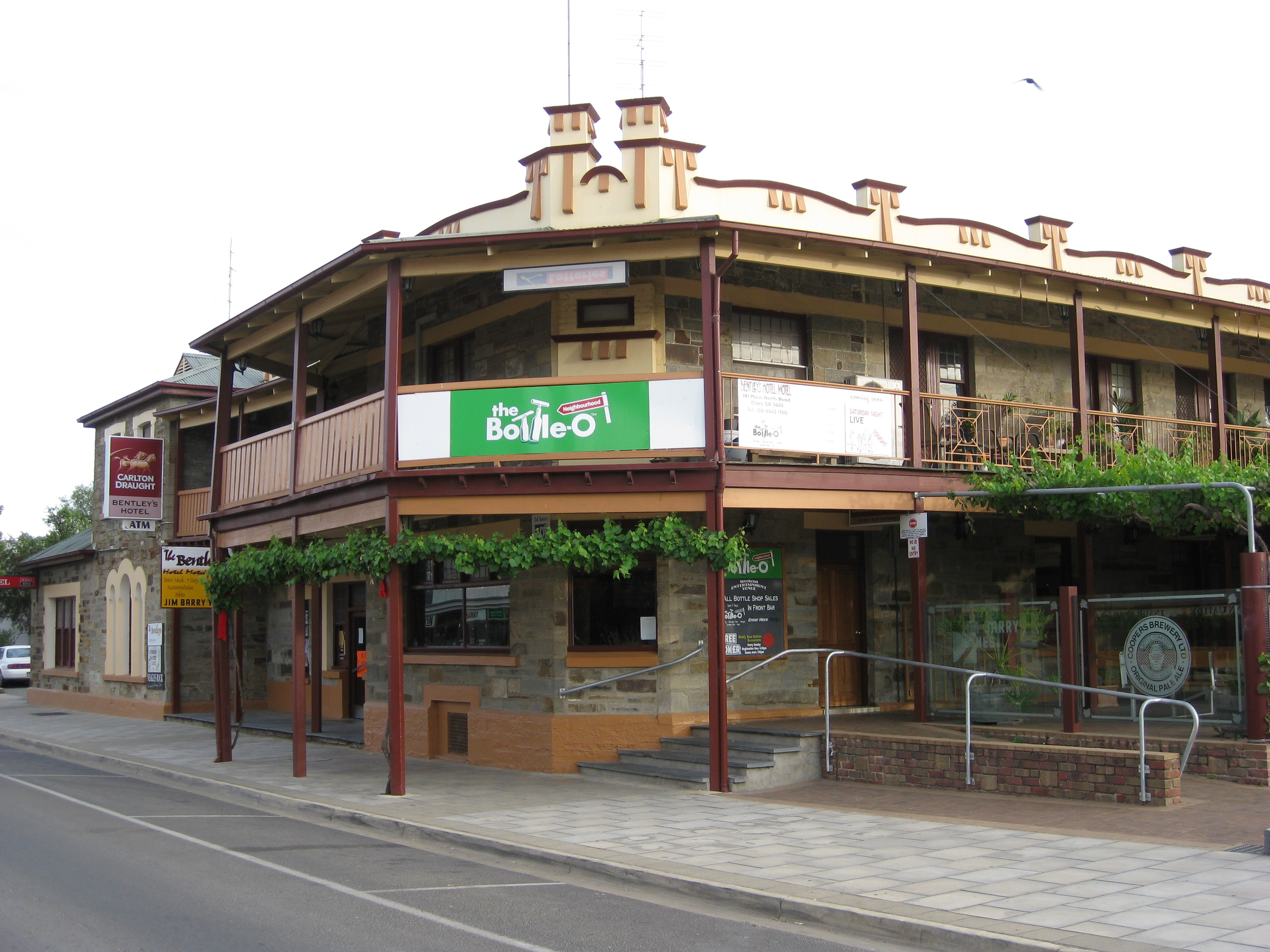
클레어의 호텔

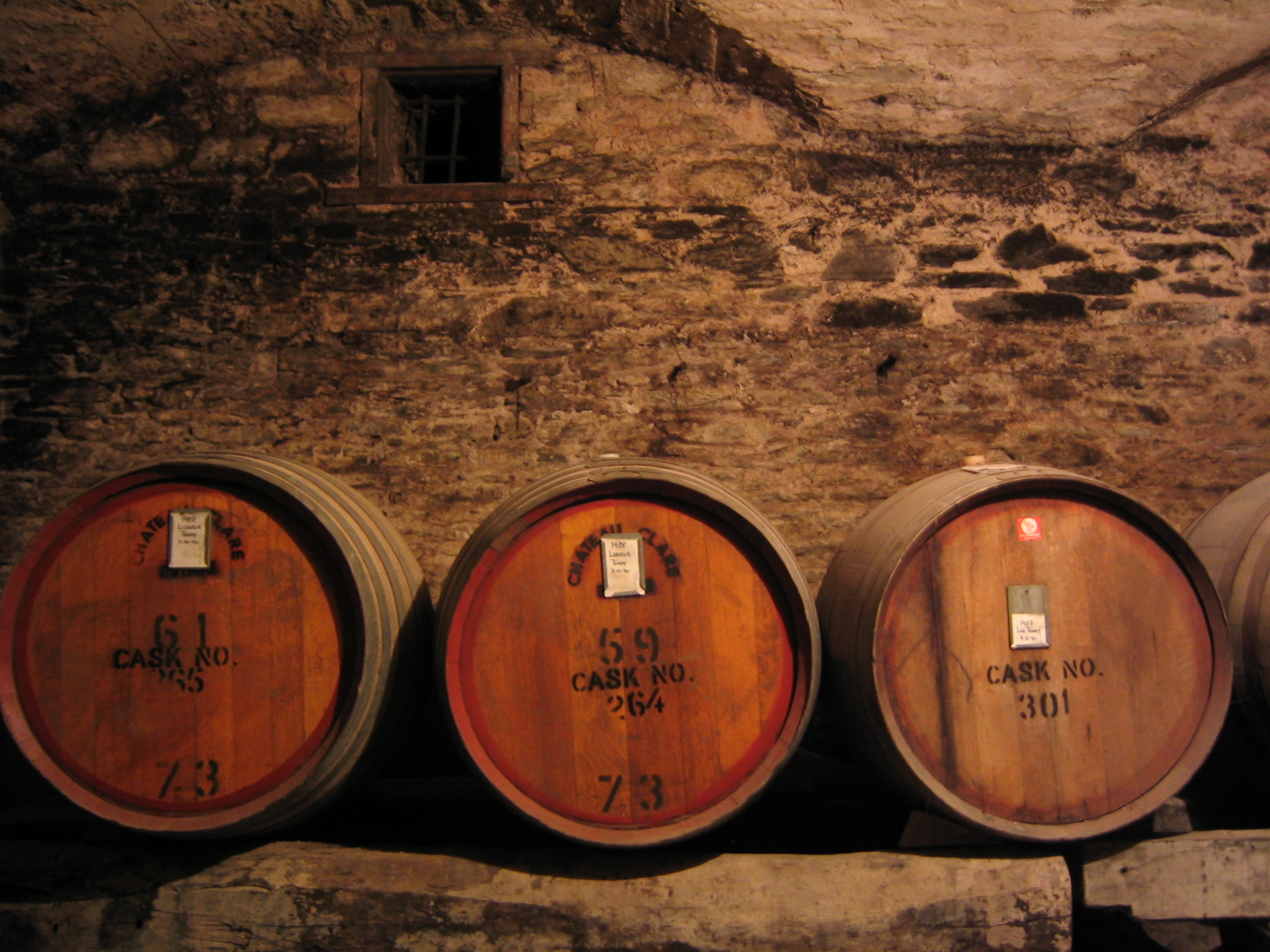
클레어의 와인

근처 지역에서 가장 큰 도시 중 하나인 클레어는 주변 지역의 행정 및 서비스 센터이다. 2개의 슈퍼마켓, 많은 기타 전문점, 2개의 공립 및 2개의 사립 학교, 3개의 호텔, 2개의 모텔, 캐러밴 공원, 경마장 및 전시장이 있다.
클레어 밸리(Clare Valley) 와인 산지는 유명한 바로사 밸리(Barossa Valley)와 같은 언덕 라인 내에서 계속 이어지며 와인도 생산한다.

## 명소
클레어에는 도시의 반대쪽 끝에 두 개의 와인 농장이 있으며, 주변에 레스토랑 6개가 위치해 있다.
세 번째 클레어 와인 농장(Clare Winery)는 클레어베일 협동 와이너리(Clareval Cooperative Winery)로 그 건물은 레논 스트리트 클레어(Lennon Street Clare)에 여전히 남아 있다. 이 와이너리는 1930년에 주 정부로부터 8,000파운드의 대출을 받아 설립되었지만 1929년부터 와인을 분쇄하기 시작했다. 나중에 다른 곳에 인수되었다.

## 기후
| 클레어의 기후               | 클레어의 기후 | 클레어의 기후 | 클레어의 기후 | 클레어의 기후 | 클레어의 기후 | 클레어의 기후 | 클레어의 기후 | 클레어의 기후 | 클레어의 기후 | 클레어의 기후 | 클레어의 기후 | 클레어의 기후 | 클레어의 기후 |
| 월                          | 1월           | 2월           | 3월           | 4월           | 5월           | 6월           | 7월           | 8월           | 9월           | 10월          | 11월          | 12월          | 연간          |
| --------------------------- | ------------- | ------------- | ------------- | ------------- | ------------- | ------------- | ------------- | ------------- | ------------- | ------------- | ------------- | ------------- | ------------- |
| 역대 최고 기온 °C (°F)      | 44.9 (112.8)  | 43.6 (110.5)  | 38.7 (101.7)  | 36.3 (97.3)   | 28.7 (83.7)   | 24.2 (75.6)   | 22.5 (72.5)   | 26.7 (80.1)   | 31.4 (88.5)   | 35.6 (96.1)   | 40.8 (105.4)  | 41.7 (107.1)  | 44.9 (112.8)  |
| 일평균 최고 기온 °C (°F)    | 30.4 (86.7)   | 29.8 (85.6)   | 26.2 (79.2)   | 21.8 (71.2)   | 17.1 (62.8)   | 13.5 (56.3)   | 12.9 (55.2)   | 14.2 (57.6)   | 17.4 (63.3)   | 21.3 (70.3)   | 25.0 (77.0)   | 27.8 (82.0)   | 21.4 (70.5)   |
| 일평균 최저 기온 °C (°F)    | 15.0 (59.0)   | 14.9 (58.8)   | 12.2 (54.0)   | 9.1 (48.4)    | 6.6 (43.9)    | 4.8 (40.6)    | 4.1 (39.4)    | 4.3 (39.7)    | 6.0 (42.8)    | 7.9 (46.2)    | 10.7 (51.3)   | 12.7 (54.9)   | 9.0 (48.2)    |
| 역대 최저 기온 °C (°F)      | 5.0 (41.0)    | 5.8 (42.4)    | 1.4 (34.5)    | −1.0 (30.2)   | −3.7 (25.3)   | −5.0 (23.0)   | −3.7 (25.3)   | −3.3 (26.1)   | −2.3 (27.9)   | 0.1 (32.2)    | 0.1 (32.2)    | 3.0 (37.4)    | −5.0 (23.0)   |
| 평균 강우량 mm (인치)       | 22.8 (0.90)   | 24.7 (0.97)   | 23.9 (0.94)   | 38.1 (1.50)   | 54.7 (2.15)   | 66.5 (2.62)   | 66.3 (2.61)   | 65.3 (2.57)   | 58.6 (2.31)   | 42.5 (1.67)   | 36.1 (1.42)   | 38.6 (1.52)   | 550.3 (21.67) |
| 평균 강수일수               | 4.8           | 4.3           | 5.3           | 7.4           | 11.9          | 14.4          | 17.2          | 16.1          | 12.2          | 8.8           | 7.7           | 6.8           | 116.9         |
| 평균 오후 상대 습도 (%)     | 28            | 29            | 34            | 42            | 56            | 68            | 69            | 63            | 58            | 45            | 36            | 31            | 47            |
| 출처: Bureau of Meteorology |               |               |               |               |               |               |               |               |               |               |               |               |               |

## 주목할 만한 사람들
클레어 출신이거나 거주했던 사람들은 다음과 같다.
- 교육학자 윌리엄 에이디[5]
- 제공자이자 자선가 피터 알바니 벨[6]
- 루크 던스턴, 호주의 축구 선수
- 알버트 프라이어, 우표리스트이자 선수
- 찰스 호커, 정치인[7]
- 라일리 나이트, 호주의 축구 선수
- H. H. 틸브룩, 사진작가